# Bromelina kochalkai
Espèce
Bromelina kochalkai est une espèce d'araignées aranéomorphes de la famille des Anyphaenidae.

## Distribution
Cette espèce est endémique du département de Magdalena en Colombie,. Elle se rencontre dans la Sierra Nevada de Santa Marta.

## Étymologie
Cette espèce est nommée en l'honneur de John A. Kochalka.

## Publication originale
- Brescovit, 1993 : Thaloe e Bromelina, novos gêneros de aranhas neotropicais da família Anyphaenidae (Arachnida, Araneae). Revista Brasileira de Entomologia, vol. 37, no 4, p. 693-703.